# شورای عالی کرد
شورای عالی کرد (به کردی: Desteya Bilind a Kurd) یا هیئت عالی کردهای سوریه، شورایی بود که پیکرهٔ حاکمیتی کردستان سوریه به‌شمار می آمد. این شورا به دنبال امضای پیمان اربیل در ۱۲ ژوئیه ۲۰۱۲ در شهر اربیل در کردستان عراق، میان دو نیروی سیاسی حزب اتحاد دموکراتیک به عنوان اصلی‌ترین جریان در شورای خلق غرب کردستان، و انجمن ملی کرد، زیر نظارت رئیس اقلیم کردستان عراق، مسعود بارزانی به وجود آمد. ترکیب اعضای این کمیته به صورت شمار برابر از اعضای شورای خلق غرب کردستان و اعضای انجمن ملی کرد تشکیل شده‌بود و یگان‌های مدافع خلق (YPG) را به عنوان بازوی نظامی خود معرفی کرده‌بود.
با افزایش اختلافات میان حزب اتحاد دموکراتیک که از نوامبر ۲۰۱۳ دامنهٔ مناطق تحت کنترل خود را افزایش داده و نیروهای ناسیونالیست متمایل به حزب دموکرات کردستان سوریه، جلسات شورای عالی کرد دیگر برگزار نشد. حزب اتحاد دموکراتیک و متحدانش در قالب جنبش جامعهٔ دموکراتیک (TEV-DEM) متحد شده و سیستم ائتلافی جدید را به عنوان پیکرهٔ حاکمیتی جدید در کردستان سوریه اعلام کردند. جنبش جامعهٔ دموکراتیک مدل کنفدرالیسم دموکراتیک را دنبال کرد که ساختاری چندقومیتی را جایگزین تأکید انجمن ملی کرد بر ناسیونالیسم کردی می‌کرد. نهادهای روژاوا نیز که پیشتر تحت ساختار شورای عالی کرد فعالیت می‌کردند، فعالیت خود را در ساختار جدید پی گرفته و تحت هویت چندقومیتی جدید قرار گرفتند.

## ترکیب کمیته خلق غرب کردستان
- حزب اتحاد دموکراتیک (PYD)
- جنبش جامعه دمکراتیک (TEV-DEM)
- اتحادیه ستار زنان
- سازمان خانواده‌های شهیدان
- سازمان زبان کردی (SZK)
- سازمان جوانان انقلابی غرب کردستان (KCRK)[۱]
- حزب چپ کردستان سوریه (PCKS)[۳]
- دیگر گروه‌ها و سازمان ها

## ترکیب انجمن ملی کرد
- حزب دمکراتیک ترقی کردستان سوریه (PDPKS)
- حزب دمکراتیک وحدت کردستان سوریه (PYDKS)
- حزب دموکرات کردستان سوریه (PDKS) (الپارتی)
- حزب دموکرات الپارتی کردستان سوریه (PDKS) (الپارتی)
- حزب اتحاد دموکراتیک کردستان سوریه (PYKS) (یه کیتی)
- حزب آزادی کردستان (PAK) (ئازادی)
- حزب دموکراتیک عدالت کردستان سوریه (PWDKS)
- حزب چپ دموکراتیک کردستان سوریه (PCDKS)
- حزب دموکرات کردستان سوریه (PDKS)
- ائتلاف دموکراتیک کردهای سوریه
- حزب وحدت کردستان (PYK)
- حزب دموکراتیک میهنی کردستان
- دیگر گروه‌ها و سازمان ها[۱]